# Anjur
Anjur es una ciudad censal situada en el distrito de Thrissur en el estado de Kerala (India). Su población es de 10860 habitantes (2011).

## Demografía
Según el censo de 2011 la población de Anjur era de 10860 habitantes, de los cuales 5232 eran hombres y 5628 eran mujeres. Anjur tiene una tasa media de alfabetización del 96,55%, superior a la media estatal del 94%: la alfabetización masculina es del 97,53%, y la alfabetización femenina del 95,65%.